# Belgrád Felszabadításáért emlékérem
A Belgrád Felszabadításáért emlékérem (oroszul: Медаль «За освобождение Белграда», transzliteráció:Medal Za oszvobozsdényie Belgrada) második világháborús szovjet katonai kitüntetés, melyet 1945. június 9-én alapítottak.

## Az elismerésről
A kitüntetés azoknak a harcoknak állít emléket, amelyet Belgrád második világháborús ostrománál 1944. szeptember 29.–1944. október 22. között a szovjet, a jugoszláv és a velük szövetséges erők kifejtettek a város felszabadítása érdekében. Hasonlóan a Szovjetunió által adományozott kitüntetések nagy részéhez, már nem adományozható. Körülbelül 70 000 fő részesült ebben a kitüntetésben, mely a gyűjtők körében nagy becsben tartott népszerű darab és kereskednek is vele. Az érem tervezője А. Kuznyecov.

## Kinézete
Az érme sárgarézből készült alakja szabályos kör, melynek átmérője 32 mm. Az elülső oldalát két zászlószalaggal kötött babérkoszorú öleli körbe az érem felső részén lévő körfelirat «ЗА ОСВОБОЖДЕНИЕ» (felszabadításáért) és középen «БЕЛГРАДА» (Belgrád) felirat. Az érme felső részén középen  látható egy ötágú csillag.
A hátoldalon dátum «20 октября 1944», (1944. október 20.) és fölötte középen ötágú csillag található. Az érme minden felirata és képe domború. Az éremhez tartozó 24 milliméteres szalagsáv moaré selyem zöld, melynek középen fut egy 8 milliméter vastag fekete sáv. A szalag szélessége 24 milliméter és a benne lévő fekete sáv szélessége 8 milliméter.

## Fordítás
- Ez a szócikk részben vagy egészben  a(z)    Медаль «За освобождение Белграда»  című orosz Wikipédia-szócikk ezen változatának fordításán alapul.  Az eredeti cikk szerkesztőit annak laptörténete sorolja fel. Ez a jelzés csupán a megfogalmazás eredetét és a szerzői jogokat jelzi, nem szolgál a cikkben szereplő információk forrásmegjelöléseként.